# Danilo Medina
Danilo Medina Sánchez (10 de novembre de 1951) és un polític i economista dominicà. Va ser el President de la República Dominicana fins a l'any 2020
Després de les eleccions presidencials dominicanes celebrades l'any 2012, es va convertir en el segon President de la República sorgit de les files del Partit de l'Alliberament Dominicà, d'on és membre fundador i membre de la seva adreça política.